# Monastycyzm chrześcijański

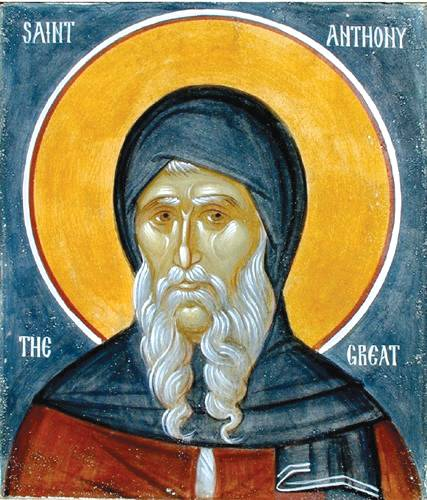
Antoni Wielki – założyciel anachoretyzmu

Monastycyzm chrześcijański – forma życia religijnego, oparta na wspólnotach (monastycyzm, cenobityzm), która wyłoniła się z ruchu anachoreckiego (pustelniczego) w Egipcie oraz Syrii w IV wieku.
Kiedy ruch pustelników przybrał masowy charakter, zaczęli oni wybierać spośród swojego grona „ojców” (aram. abbas, opat), którzy kierowali ich pracą duchową. Wspólnie żyjący eremici stanowili etap pośredni do wykształcenia zdyscyplinowanej wspólnoty cenobickiej, której członkowie oddzielnie sypiali (w tzw. celach), ale wspólnie pracowali, spożywali posiłki oraz modlili się. Pierwsze takie wspólnoty założyli w Egipcie św. Antoni Wielki, zwany Ojcem Wszystkich Mnichów, oraz Pachomiusz, który spisał pierwszą regułę zakonną (na której duży wpływ wywarła żołnierska przeszłość Pachomiusza). Podobne wspólnoty powstały w Syrii koło Antiochii, m.in. założone przez Abrahama z Kaszkaru, oraz w Palestynie. Na język łaciński regułę Pachomiusza przetłumaczył św. Hieronim, który wkrótce założył w okolicach Betlejem dwa klasztory: męski i żeński.
Wkrótce idea monastyczna rozprzestrzeniła się na ziemie imperium rzymskiego i powstało wiele wspólnot. W kościele wschodnim najważniejszą reformę przeprowadził św. Bazyli Wielki i jego reguła jest podstawą większości prawosławnych wspólnot mniszych. W kościele zachodnim podstawowymi regułami monastycznymi stały się: reguła św. Augustyna oraz reguła św. Benedykta. W okresie wczesnego średniowiecza duże znaczenie miały klasztory iryjskie, które były ważnymi ośrodkami cywilizacji. Później ich rolę przejęli benedyktyni oraz cystersi. Nadmierne zeświecczenie mnichów, spowodowane tym, że byli jedynymi osobami wykształconymi we wczesnośredniowiecznej Europie spowodowało reakcję (tzw. reforma cluniacka w XIII wieku): ograniczono kontakty mnichów ze światem zewnętrznym i wstęp do klasztorów świeckich (klauzura).
Poza ograniczenia takiej formy monastycyzmu wychodziły nowo powstające zakony żebrzące (mendykanckie): franciszkanie, dominikanie, karmelici, augustianie i inni, w których mnisi nie rezygnowali ze służby duszpasterskiej poza klasztorem. Zakony te odegrały także ogromną rolę w powstaniu średniowiecznych uniwersytetów oraz wydały wielu średniowiecznych uczonych: m.in. franciszkanów św. Bonawenturę, Rogera Bacona i Dunsa Szkota, czy dominikanów Alberta Wielkiego i św. Tomasza z Akwinu. Udział wielu zakonników w reformacji spowodował kryzys życia zakonnego i zamknięcie wielu klasztorów. Powstała wtedy nowa forma życia zakonnego, odciążonego od obowiązków liturgicznych i ograniczeń zakonników: księża zakonni. Najbardziej znanym zakonem tej formy są jezuici.
Wspólnoty mnisze żeńskie powstały w IV wieku, ale aż do XVII wieku miały prawie wyłącznie kontemplacyjny charakter: poświęcały się modlitwie oraz pracom domowym. Pierwszym zgromadzeniem zajmujące się pracą czynną: pielęgnowaniem chorych oraz nauczaniem dzieci były szarytki, założone przez św. Wincentego.
Zakonnicy wstępując do klasztoru po okresie nowicjatu składają śluby ubóstwa, czystości i posłuszeństwa (ponadto np. benedyktyni składają ślub stałości miejsca (stabilitas loci), a jezuici osobistego posłuszeństwa papieżowi).